# Governo Šarec
Il Governo Šarec è stato il 13º governo della Slovenia, in carica dal 13 settembre 2018 al 13 marzo 2020.
Esso è entrato in carica in seguito ad un accordo delle forze politiche guidate da Marjan Šarec dopo le elezioni parlamentari del 2018.

## Situazione parlamentare
Il seguente grafico rappresenta la situazione parlamentare al momento del giuramento del governo, il 13 settembre 2018, fino al dicembre 2019:
| Camera              | Collocazione      | Partiti                                         |         |
| ------------------- | ----------------- | ----------------------------------------------- | ------- |
| Assemblea Nazionale | Governo           | LMŠ (13), SD (10), SMC (10), SAB (5), DeSUS (5) | 43 / 90 |
| Assemblea Nazionale | App. est./Astens. | LEVICA (9), MIN. (2)                            | 11 / 90 |
| Assemblea Nazionale | Opposizione       | SDS (25), N.Si (7), SNS (4)                     | 36 / 90 |

Il seguente grafico, invece, mostra la situazione parlamentare dal dicembre 2019, quando il governo perse la maggioranza e fu dunque costretto alle dimissioni:
| Camera              | Collocazione      | Partiti                                           | Seggi   |
| ------------------- | ----------------- | ------------------------------------------------- | ------- |
| Assemblea Nazionale | Governo/App. est. | LMŠ (13), SD (10), SMC (10), SAB (5), DeSUS (5)   | 43 / 90 |
| Assemblea Nazionale | Opposizione       | SDS (25), LEVICA (9), N.Si (7), SNS (4), MIN. (2) | 47 / 90 |

## Composizione
Lista di Marjan Šarec (LMŠ)
     Socialdemocratici (SD)
     Partito del Centro Moderno (SMC)
     Alleanza di Alenka Bratušek (SAB)
     Partito Democratico dei Pensionati della Slovenia (DeSUS)
| Carica                                              | Titolare | Titolare | Titolare           | Partito |
| --------------------------------------------------- | -------- | -------- | ------------------ | ------- |
| Primo ministro                                      |          |          | Marjan Šarec       | LMŠ     |
| Affari esteri                                       |          |          | Miro Cerar         | SMC     |
| Pubblica amministrazione                            |          |          | Rudi Medved        | LMŠ     |
| Agricoltura, foreste e alimentazione                |          |          | Aleksandra Pivec   | DeSUS   |
| Finanze                                             |          |          | Andrej Bertoncelj  | LMŠ     |
| Interno                                             |          |          | Boštjan Poklukar   | LMŠ     |
| Giustizia                                           |          |          | Andreja Katič      | SD      |
| Lavoro, famiglia, affari sociali e pari opportunità |          |          | Ksenija Klampfer   | SMC     |
| Sviluppo economico e tecnologia                     |          |          | Zdravko Počivalšek | SMC     |
| Infrastrutture                                      |          |          | Alenka Bratušek    | SAB     |
| Istruzione, scienza e sport                         |          |          | Jernej Pikalo      | SD      |
| Cultura                                             |          |          | Dejan Prešiček     | SD      |
| Ambiente e pianificazione territoriale              |          |          | Jure Leben         | SMC     |
| Salute                                              |          |          | Samo Fakin         | LMŠ     |
| Difesa                                              |          |          | Karl Erjavec       | DeSUS   |
| Sloveni all'estero                                  |          |          | Peter Jožef Česnik | SAB     |
| Sviluppo, progetti strategici e coesione            |          |          | Iztok Purič        | SAB     |